# Олимпийский водный стадион
Олимпийский водный стадион (порт. Estádio Aquático Olímpico, англ. Olympic Aquatics Stadium) — крытый центр водных видов спорта, который был построен к Олимпийским играм 2016 года в Рио-де-Жанейро. Спортивное сооружение было открыто в апреле 2016 года. Расположен в районе Барра-да-Тижука (порт. Barra da Tijuca).
В рамках Олимпийских игр в нём пройдут соревнования по плаванию и решающие матчи турниров по водному поло. В рамках Паралимпийских игр на стадионе будут соревноваться пловцы. Вместимость — 15 000 зрителей.
После окончания Паралимпийских игр стадион будет демонтирован.